# Ein-Zeiger-Uhr
Eine Ein-Zeiger-Uhr ist eine Uhr mit nur einem Uhrzeiger, nämlich dem Stundenzeiger.

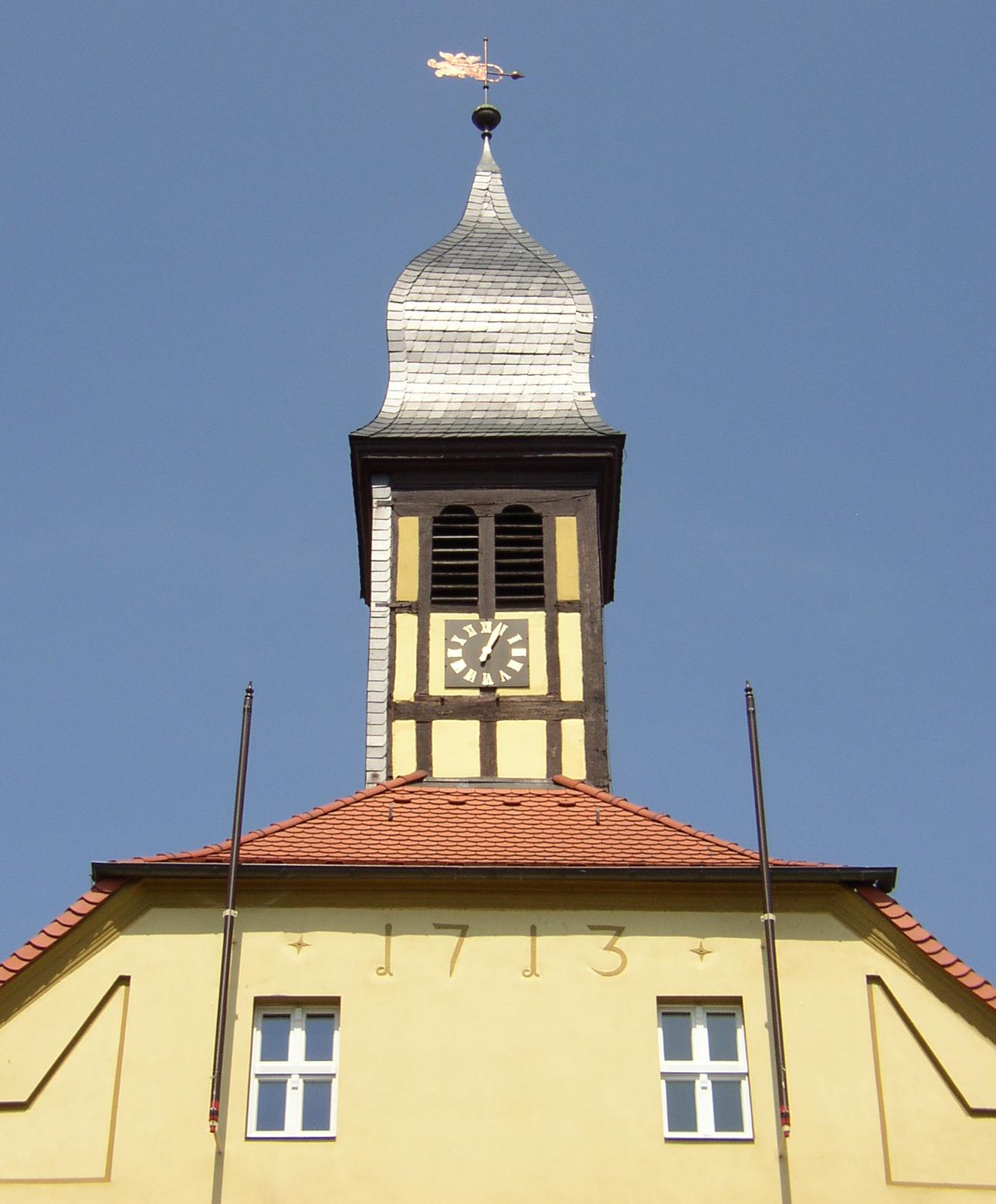
Ein-Zeiger-Uhr am Rathaus in Lenzen (Elbe)

Die ersten meist als Turmuhren verwendeten Räderuhren waren aus technischen Gründen nur mit einem Stundenzeiger ausgerüstet. Uhren wie die Ein-Zeiger-Uhr, die auf inzwischen gewohnte Bestandteile wie etwa Sekundenzeiger, Minutenzeiger oder Ziffernblattelemente verzichten, werden auch als Minimaluhren bezeichnet.

## Geschichte
Bis zur Erfindung der Räderuhr erfolgte die Messung der Tagesstunden am genauesten mit Hilfe der Sonnenuhr. Erst die Erfindung der mechanischen Uhr ermöglichte die sonnenscheinunabhängige Zeitablesung. Die mechanische Uhr – auch Stundenuhr genannt – war aber lange Zeit relativ ungenau und musste möglichst täglich mit Hilfe der inzwischen perfektionierten Sonnenuhr justiert werden. Erst gegen Ende des 17. Jahrhunderts war sie genau genug, um sie um den höher auflösenden Minutenzeiger zu ergänzen. Einige alte Ein-Zeiger-Uhren – am auffälligsten an Türmen – existieren heute noch (siehe obige Abbildung).
In den 1990er Jahren kamen, vorwiegend als Armbanduhren, moderne Ein-Zeiger-Uhren auf. Pionier dieser Uhren ist der deutsche Industrie-Designer Klaus Botta. Bereits 1986 hatte Botta mit seinem Modell UNO die erste Armbanduhr der Neuzeit nach dem Ein-Zeiger-Prinzip entwickelt. Das Ein-Zeiger-Design ist vom Aufbau der Sonnenuhr inspiriert und folgt der Überlegung, „dem Diktat des Minutenzeigers die Idee der Entschleunigung“ entgegenzusetzen.

## Zifferblattunterteilungen

### Alte Räderuhren
Die Zifferblattunterteilung der alten Räderuhren wurde in gleichem Maße feiner, wie ihre Genauigkeit wuchs. Zuerst wurde das Zifferblatt in Stunden, später in halbe und schließlich in Viertelstunden unterteilt.

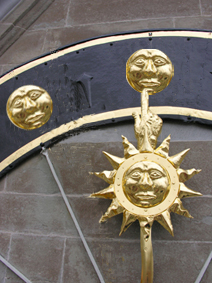
Zifferblatt mit Stundeneinteilung
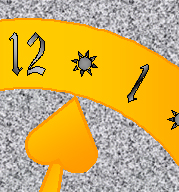
Zifferblatt mit Halbstundeneinteilung
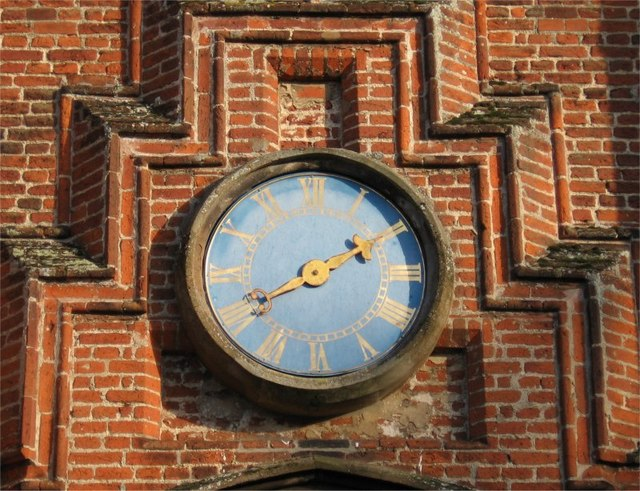
Zifferblatt mit Viertelstundeneinteilung

### Armbanduhren
Bei einigen Ein-Zeiger-Uhren wurde auf eine Zifferblattskala verzichtet (siehe unten: erstes Bild), zumeist wird aber eine Unterteilung wenigstens in Viertelstunden vorgenommen. Diskutiert wird, ob eine Unterteilung bis auf fünf Minuten bereits der Idee der Entschleunigung widerspricht. In einem Fall wurde zur Verbesserung der Ablesegenauigkeit ein mit doppelter Geschwindigkeit laufender Zeiger (6-Stunden-Uhr, letztes Bild) zugrunde gelegt. Im Gegensatz dazu stehen Ein-Zeiger-Uhren mit halber Geschwindigkeit (24-Stunden-Uhren, siehe drittes Bild). Da Ein-Zeiger-Uhren wegen des fehlenden Sekundenzeigers nicht erkennen lassen, ob sie stehen geblieben sind, fügten einige Hersteller ein von der Sekunden- oder Minutenwelle erzeugtes Signal („Gangindikation“) hinzu (siehe unten: erstes Bild).

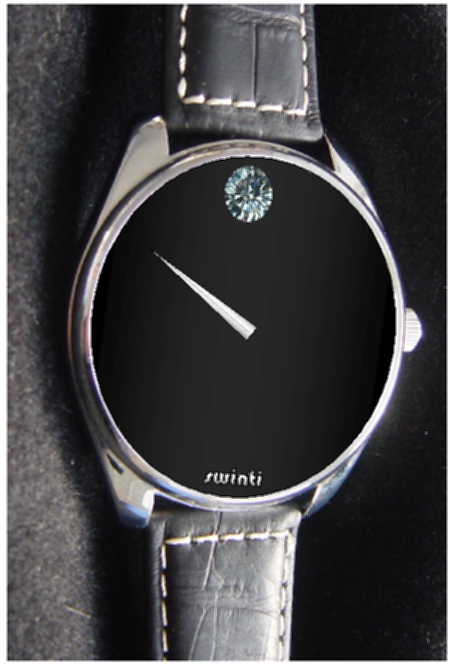
Ein-Zeiger-Uhr ohne Unterteilung, mit Gangindikation als drehender Diamant (12-Stunden-Uhr)
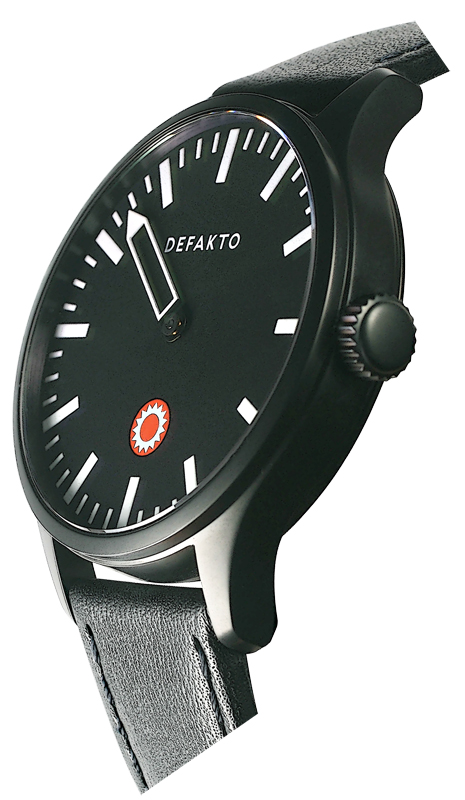
Ein-Zeiger-Uhr mit Viertelstunden-Unterteilung und Gangindikation  (12-Stunden-Uhr)
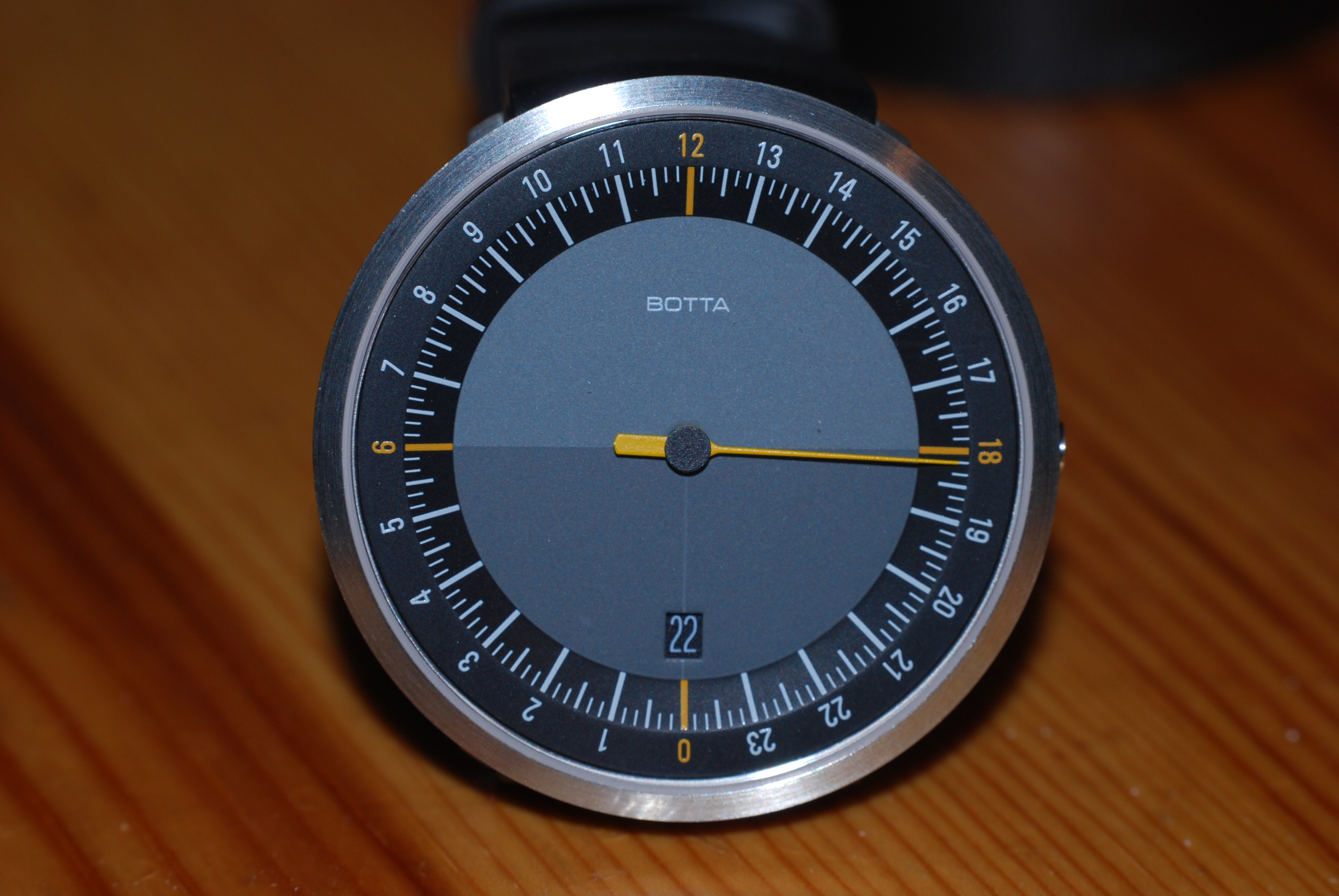
Ein-Zeiger-Uhr mit Zehn-Minuten-Unterteilung und halber Geschwindigkeit (24-Stunden-Uhr)
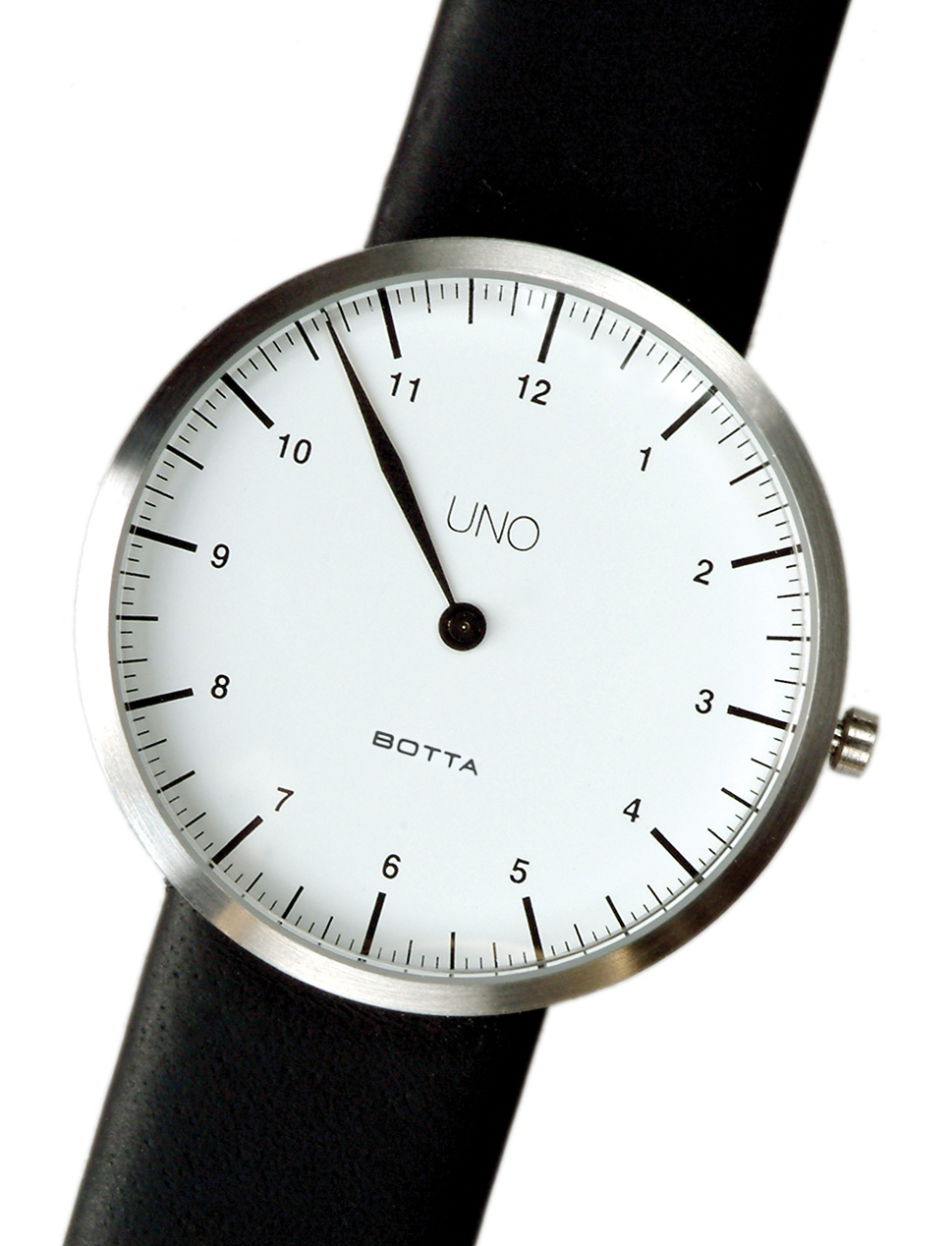
Ein-Zeiger-Uhr mit Fünf-Minuten-Unterteilung (12-Stunden-Uhr)
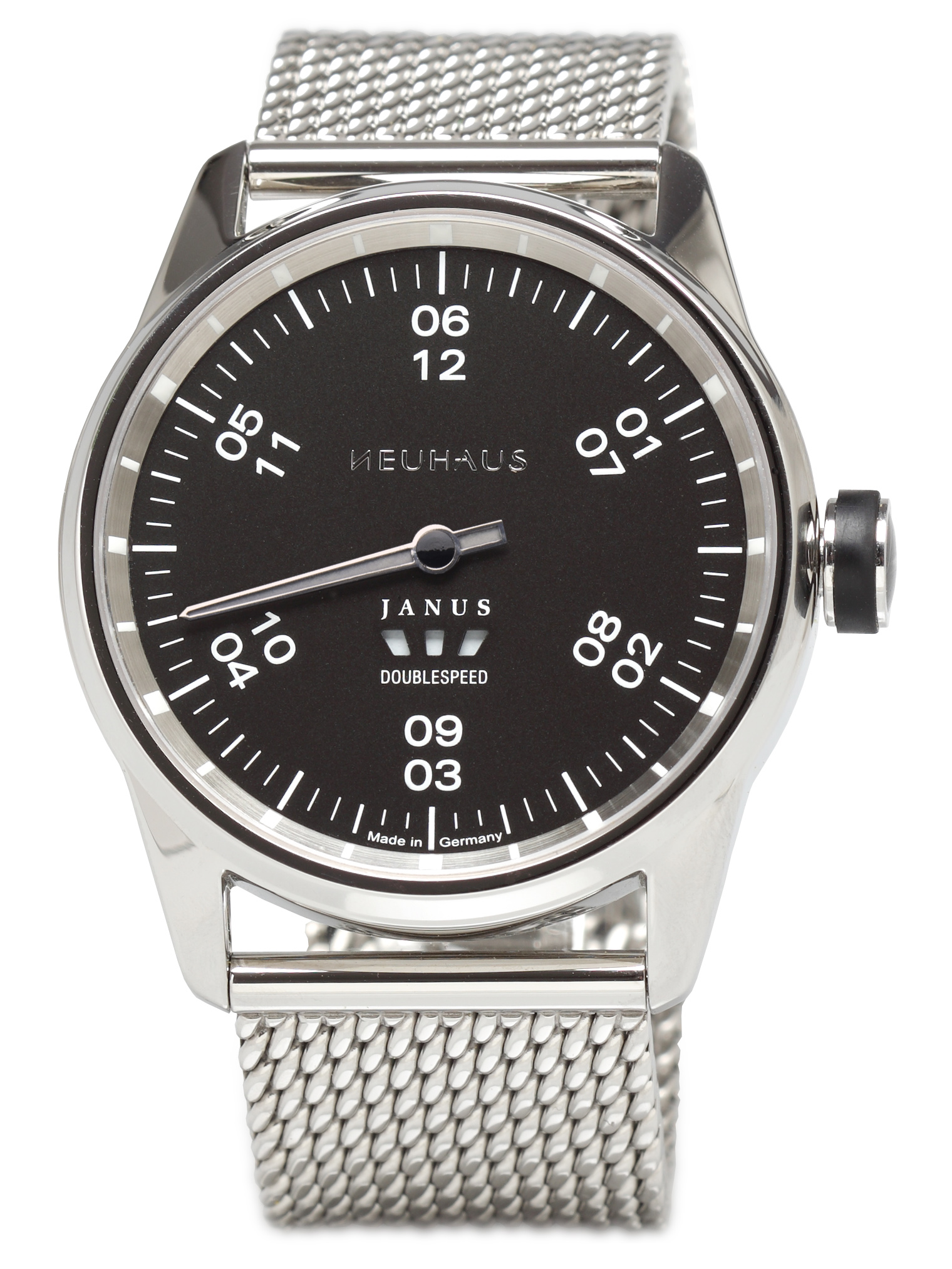
Ein-Zeiger-Uhr mit Fünf-Minuten-Unterteilung, doppelter Geschwindigkeit und Gangindikation (6-Stunden-Uhr)

## Bauformen

### Tischuhren
Die ersten Räderuhren entstanden im 13. oder 14. Jahrhundert und waren vermutlich Tisch- oder Konsolenuhren. Ihre Einzelteile waren wie bei den späteren Turmuhren vorwiegend aus geschmiedetem Eisen gefertigt.

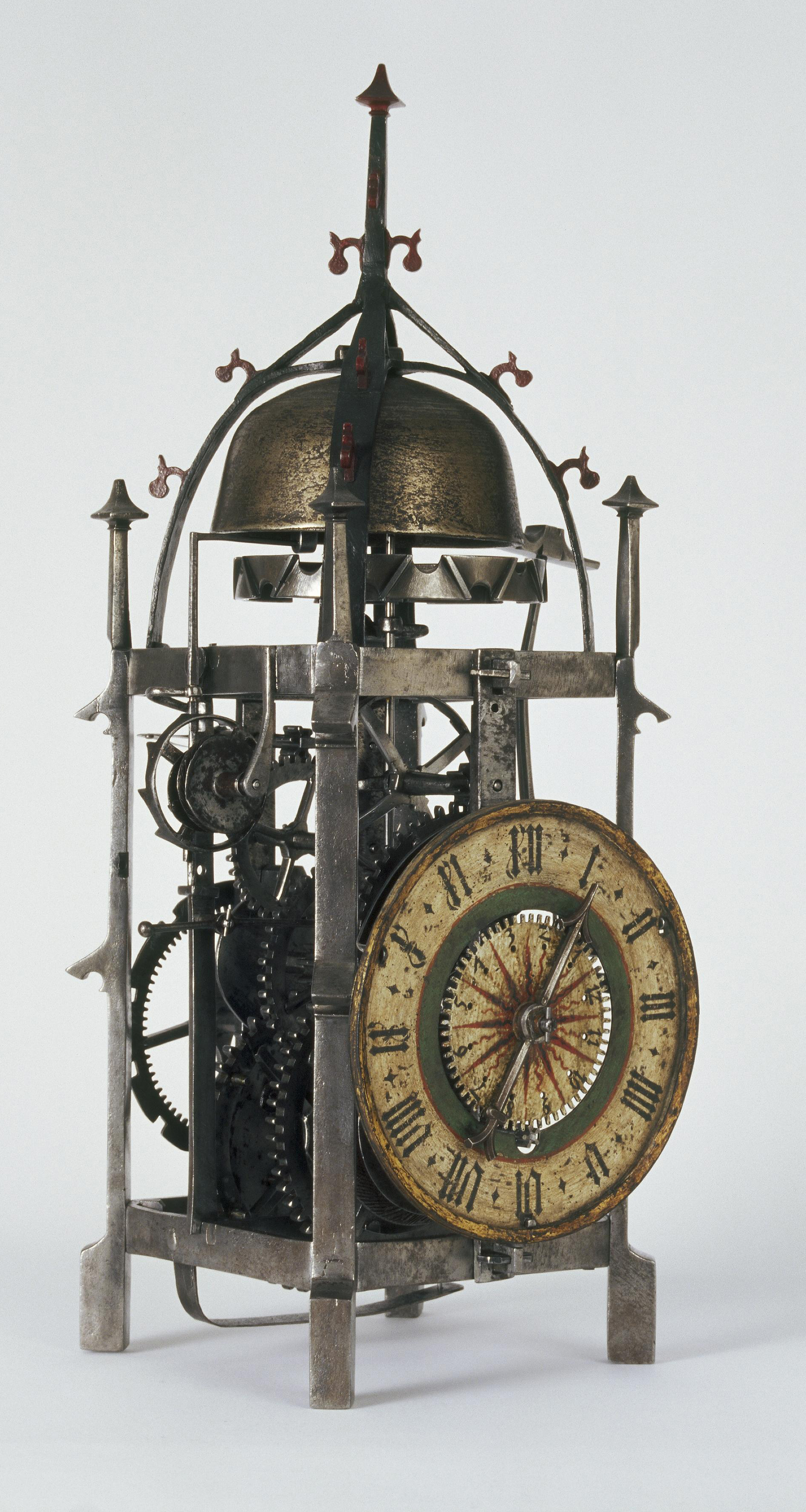
Konsolen-Uhr, Süddeutschland 1480/90
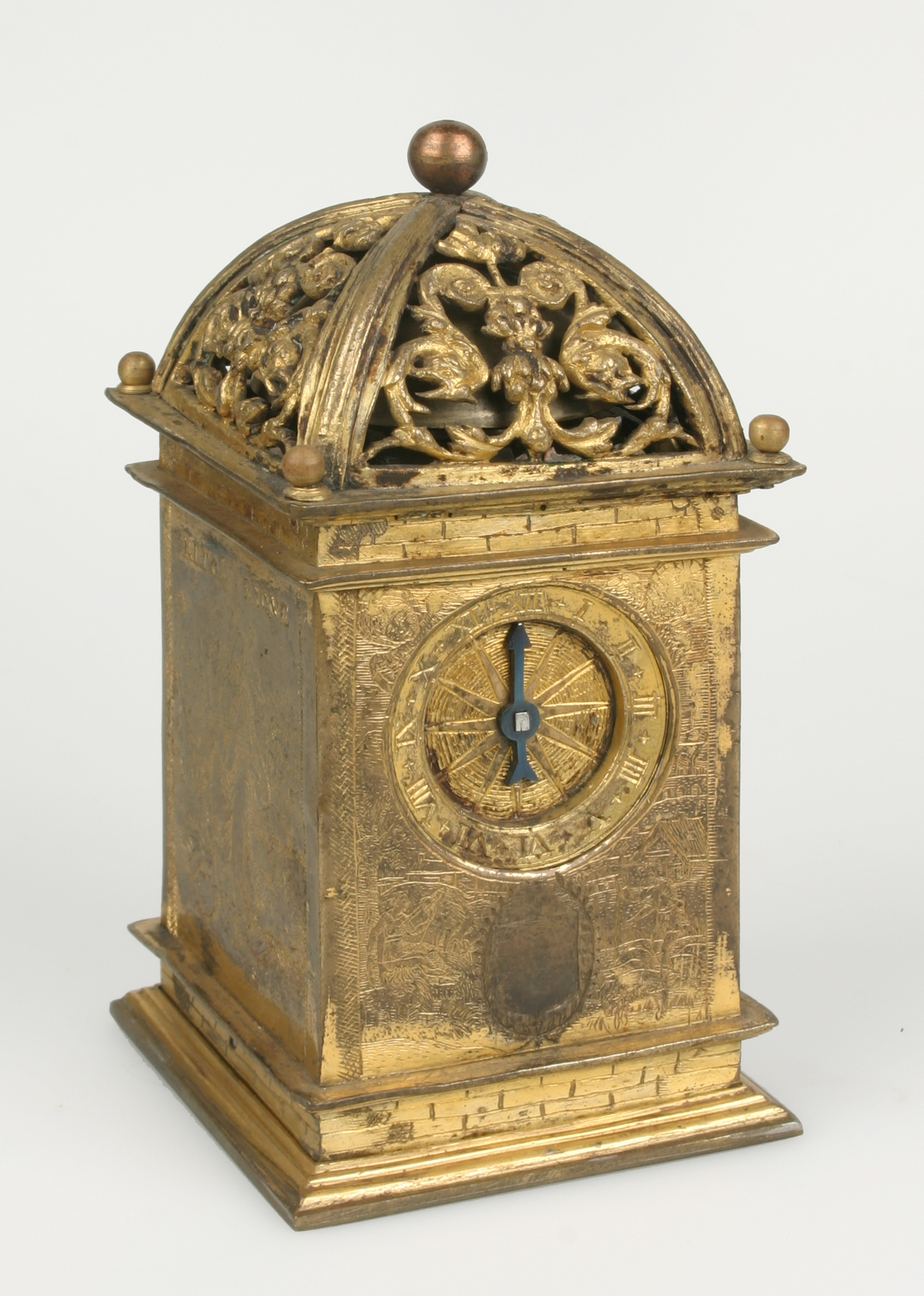
Türmchenuhr, vermutlich Frankreich um 1550
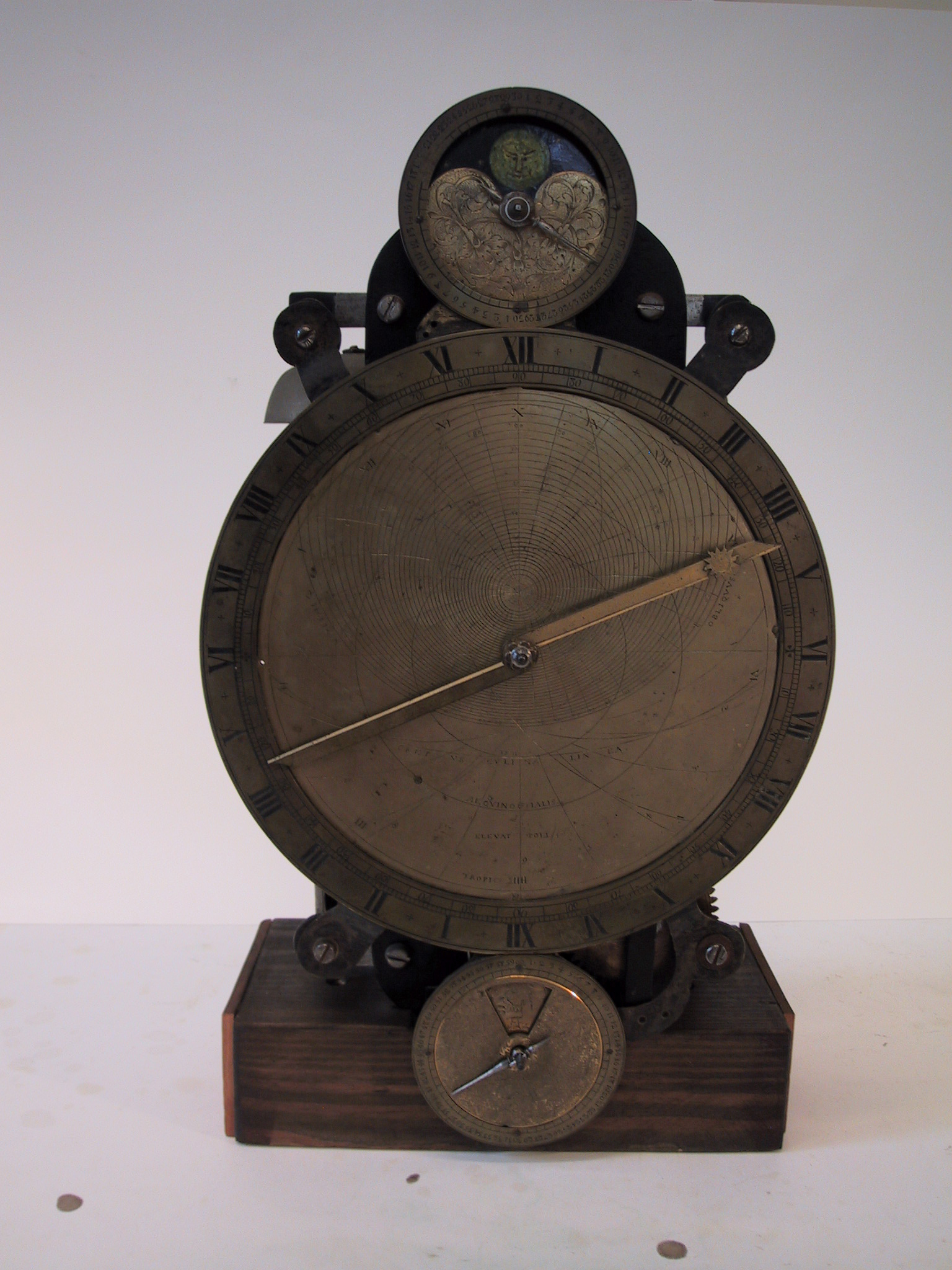
Astrolabiumsuhr, vermutlich süddeutsch, Anfang 18. Jahrhundert

Turmuhr am Berntor in Murten/CH: 21 Uhr MESZ

### Turmuhren
Die ersten Turmuhren waren Ein-Zeiger-Uhren. Schlaguhren nahmen die Zeit automatisch von einer großen Räderuhr und schlugen auf Glocken zunächst die Stunden, später auch die halben und schließlich die Viertelstunden an. Vor der Entwicklung der Schlaguhr wurden die Turmglocken durch „Türmer“ manuell nach Zeitablesung von einer kleinen Ein-Zeiger-Räderuhr angeschlagen.

### Taschenuhren
Die älteste Darstellung einer am Körper tragbaren Uhr findet sich auf dem Gemälde Der Kaufmann Georg Gisze von Hans Holbein (um 1530). Die ersten Taschenuhren waren sogenannte Dosenuhren, von welchen kleinere Exemplare später auch um den Hals getragen wurden. Die Erfindung wurde lange Peter Henlein aus Nürnberg (Nürnberger Ei) zugeschrieben (um 1504/1509). Heute tendiert die Forschung jedoch dazu, eine länger anhaltende Entwicklung anzunehmen, die in Süddeutschland, Frankreich und Italien stattfand.
Die Tragbarkeit ist eine erschwerende Anforderung an die Konstruktion einer genau gehenden Uhr. Taschenuhren erhielten den Minutenzeiger deshalb später als die Standuhren.
Die Form der Taschenuhr wandelte sich von der ovalen Dose zur runden Scheibe, der heute noch geläufigen Form.
Die Taschenuhr hatte auch die Funktion eines Schmuckgegenstandes, weshalb besonders am Anfang viele andere Formen, wie Kreuze, Muscheln und Sterne, aber gelegentlich auch Totenschädel vorkamen.

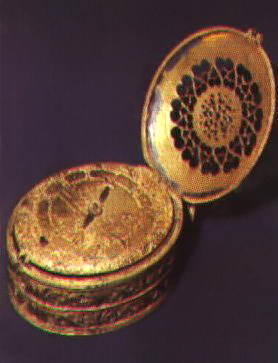
Dosenuhr Nürnberger Ei, Nürnberg 1560
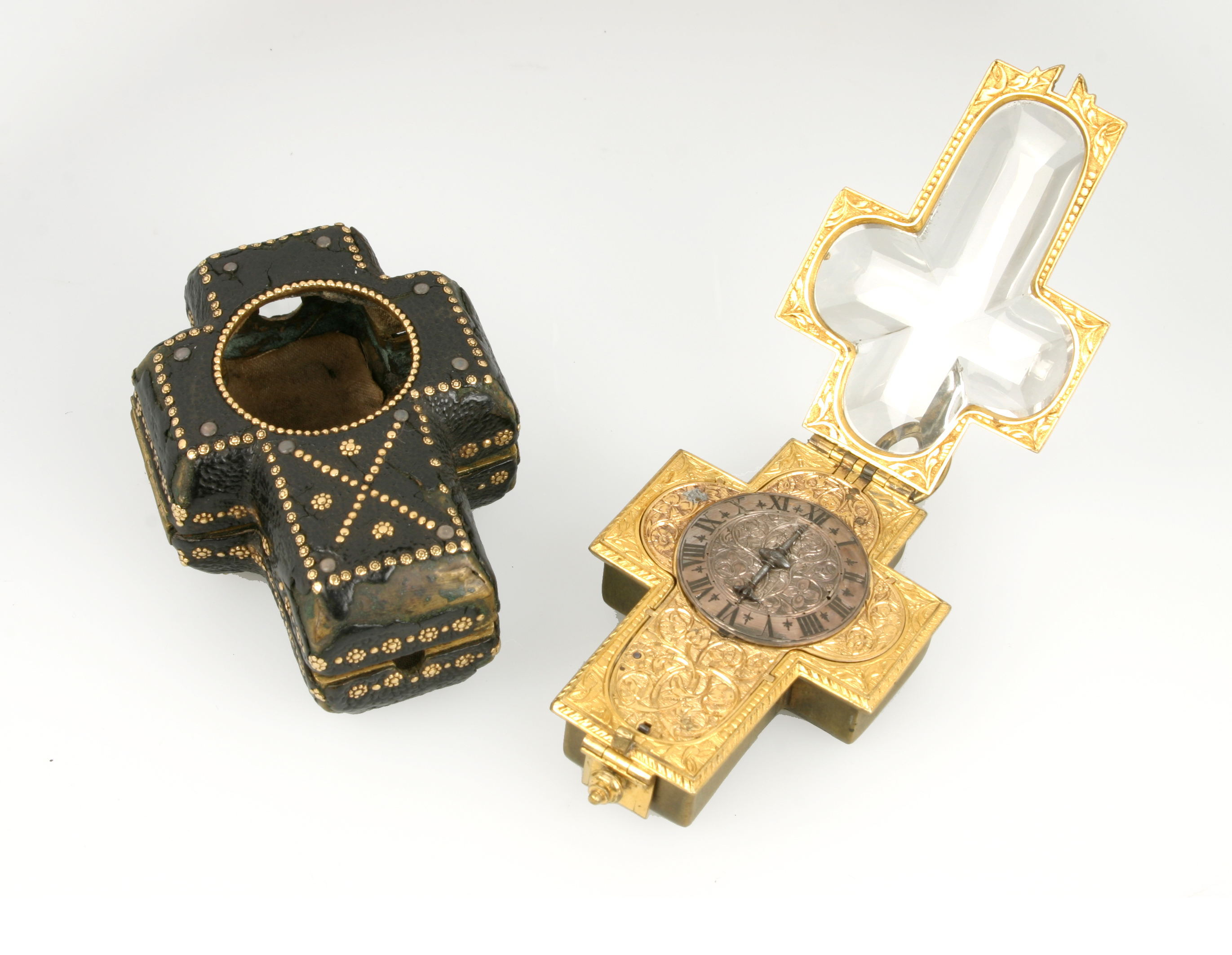
Kruzifix-Uhr, Paris um 1650
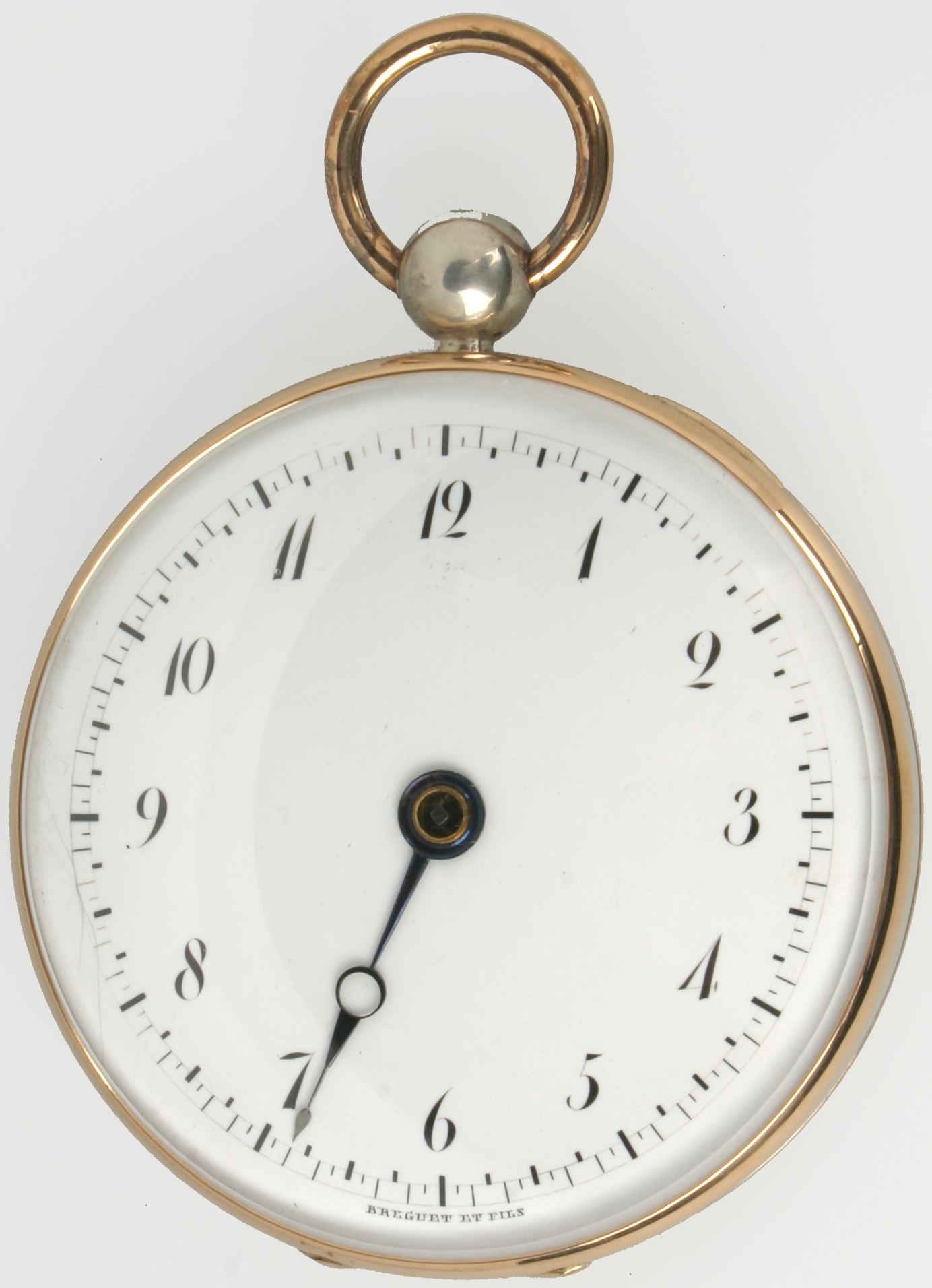
Taschenuhr, endgültige Form, Paris um 1810

### Holzuhren
Am Anfang waren Räderuhren teuer und damit dem Adel und Bürgertum vorbehalten. Die ärmere Landbevölkerung kam erst durch die Entwicklung günstigerer Holzuhren in den Besitz einer Uhr. Holz war billiger als Eisen und einfacher zu bearbeiten. Die serielle Herstellung siedelte sich im Alpenraum, im schweizerischen Jura und im Schwarzwald an. Produziert wurde vorwiegend im Winter, der dort lang war und die Arbeit in der Landwirtschaft für längere Zeit unterbrach. Im Schwarzwald wurden Holzräderuhren ab dem 18. Jahrhundert gebaut.
Holzuhren wurden erst später als die teueren Metalluhren mit einem Minutenzeiger ausgestattet.

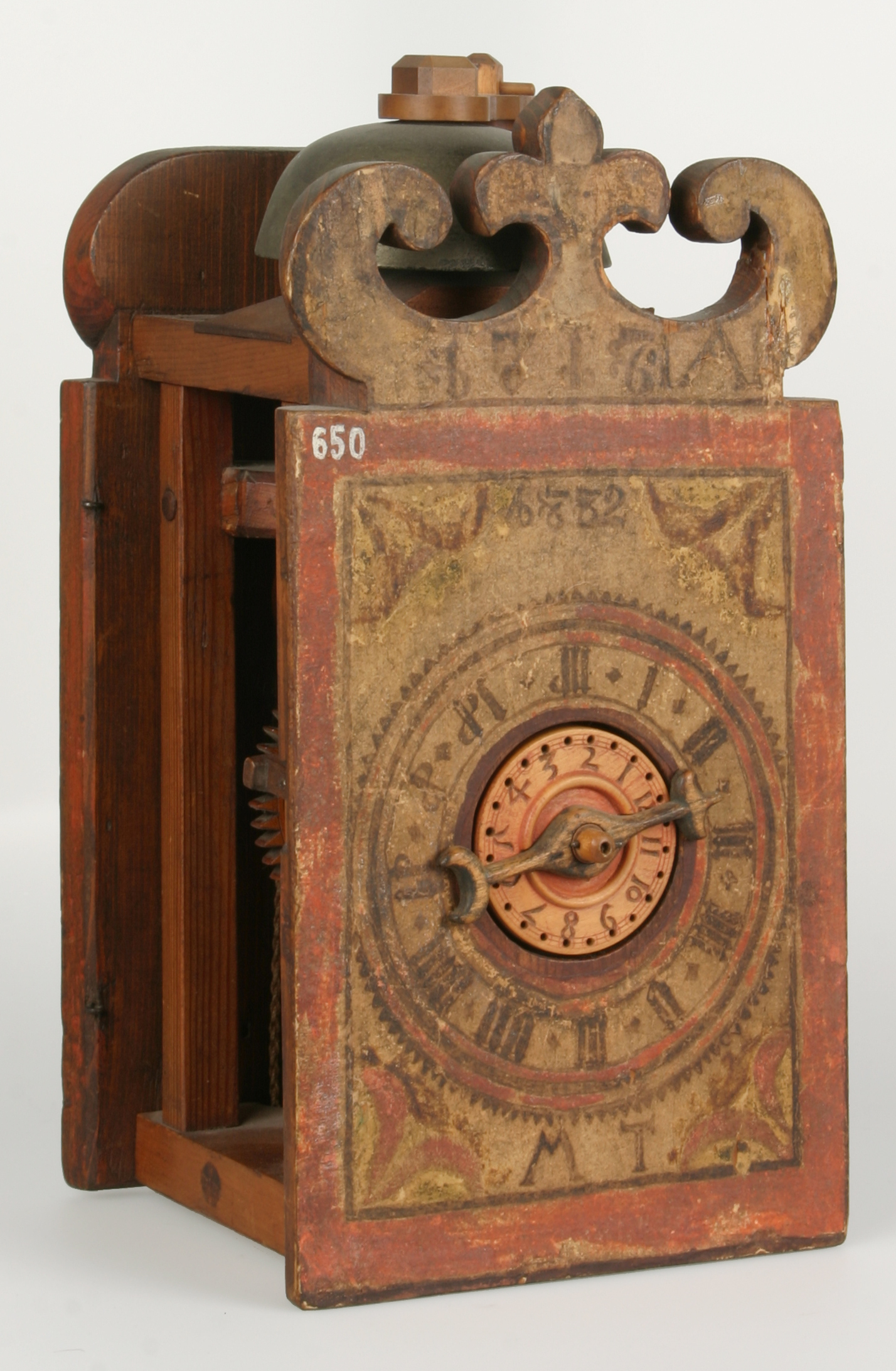
Holzuhr, Davos (CH) 1717, Uhrenmuseum Furtwangen (D)
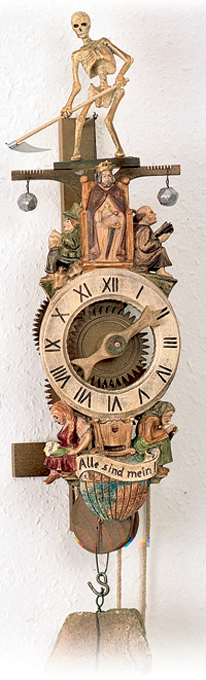
Frühe Schwarzwalduhr, Nachbau, Rombach & Haas (D)
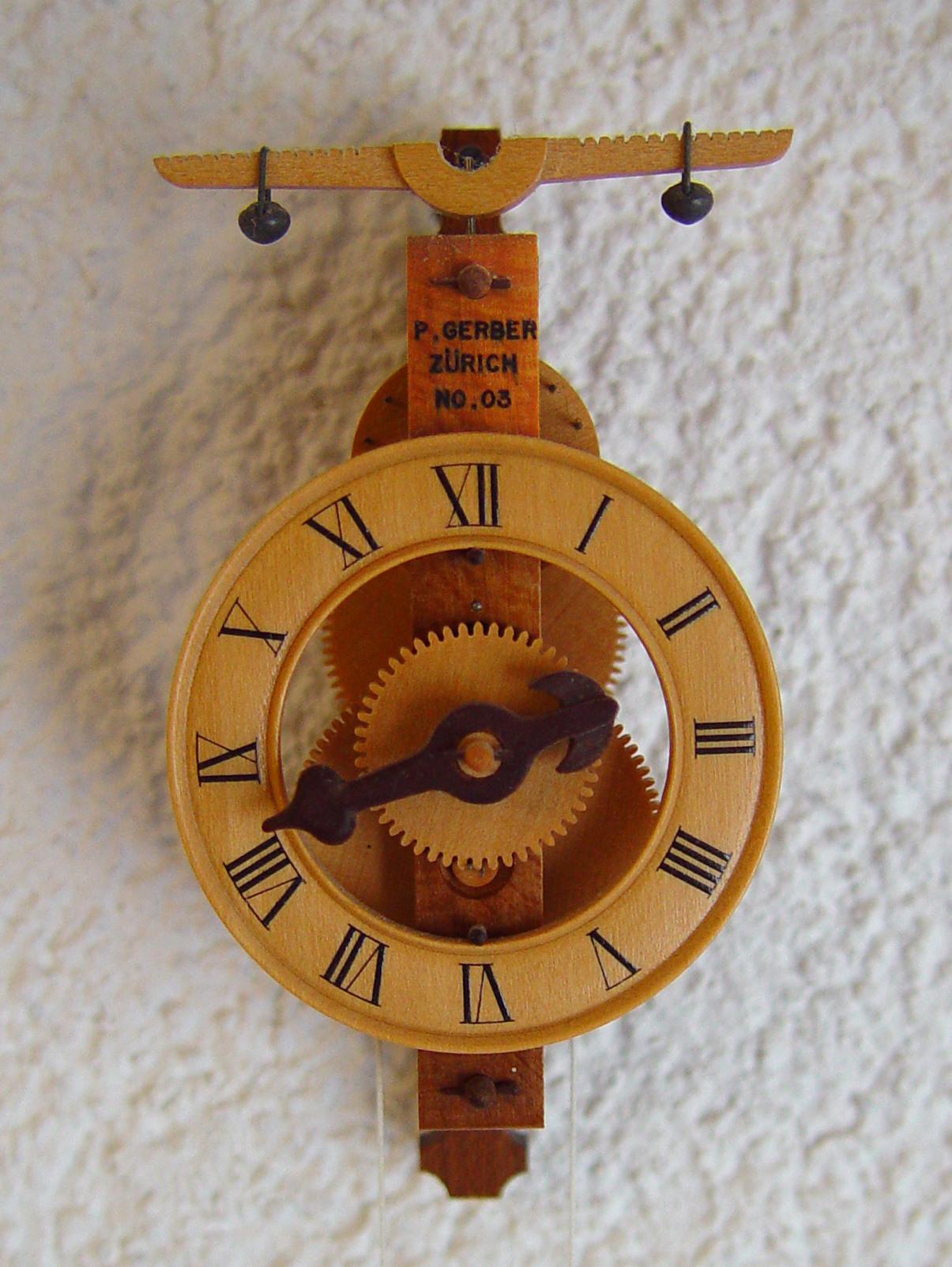
Miniaturisierte Ein-Zeiger-Holzräderuhr, Paul Gerber (Zürich/CH)

Die beiden rechts gezeigten Uhren haben wie die ersten Räderuhren eine Waag als Gangregler.

## Ähnliche Uhrenkonzepte
Eine Einscheibenuhr enthält anstatt eines Zeigers eine von der Stundenachse gedrehte Scheibe. Das damit erzeugte umlaufende Moiré-Muster simuliert den fehlenden Minutenzeiger. Astronomische Uhren haben, wie Ein-Zeiger-Uhren, oft auch keinen Minutenzeiger, sind aber aufgrund des Mehrzeigerkonzepts (für die Anzeige astronomischer Informationen) keine klassischen Ein-Zeiger-Uhren.

Einscheiben-
Moiré-Uhr für Minutenanzeige,
schematisch, Zeitraffer 400-fach